# Rue des Marronniers (Paris)
Pour les articles homonymes, voir Rue des Marronniers.
La rue des Marronniers est une voie du 16e arrondissement de Paris, en France.

## Situation et accès

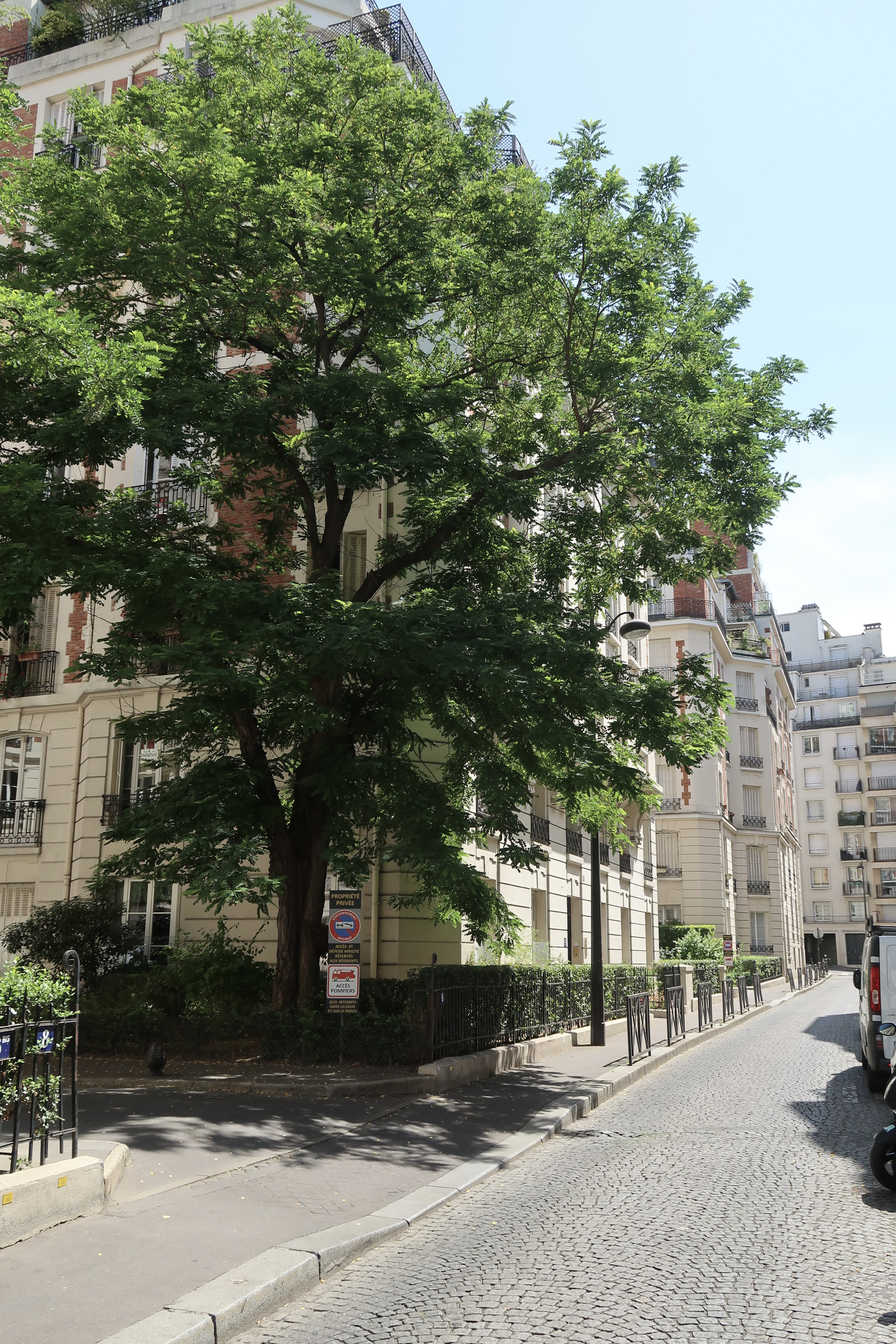
Autre vue de la voie.

La rue des Marronniers est une voie publique située dans le 16e arrondissement de Paris. Elle débute au 74-78, rue Raynouard et se termine au 40, rue de Boulainvilliers.
La rue est desservie par la ligne 9 à la station La Muette et par la ligne C du RER, à la gare de Boulainvilliers.

## Origine du nom
Elle porte ce nom car elle a remplacé une allée plantée de marronniers qui dépendait de l'ancien parc du château de Passy.

## Historique
Cette voie de l'ancienne commune de Passy est ouverte en impasse sous sa dénomination actuelle en 1842, dans le domaine de Boulainvilliers vendu en 1825 par son dernier propriétaire M. Cabal notaire à la société Roëhn qui démolit le château de Passy et lotit les terrains du parc pour créer le nouveau quartier de Boulainvilliers.
Elle fut prolongée en 1849 jusqu'à la rue de Boulainvilliers avant d'être classée dans la voirie parisienne par un décret du 23 mai 1863.

## Bâtiments remarquables et lieux de mémoire
- No 2 : plaque rappelant l'emplacement du château de Passy.
- No 8 : le violoniste Jules Boucherit habite cet immeuble entre 1926 et 1962. Une plaque lui rend hommage.
- No 14: l'aviateur Dieudonné Costes réside dans cet immeuble en 1929.
- No 28 : anciennement école de La Providence, dont l'origine remonte à 1816, quand Madame Royale fonde avec les sœurs de la Providence de Portieux une école et un pensionnat paroisse Saint-Roch. Les travaux haussmanniens dans le quartier de l'Opéra conduisent à leur expropriation. Elles s'installent rue du Mail puis, en 1886, rue des Marronniers. En 1895, elles achètent un terrain au 52, rue de la Pompe, dans le même arrondissement, et y déménagent après deux ans de travaux, où l'établissement existe encore de nos jours[1].
- No 29 (angle rue de Boulainvilliers) : hôtel particulier de style néogothique construit en 1909. Transformé en maison d'hôtes[2].
- La rue est mentionnée dans le film Monsieur Taxi de 1952 (le chauffeur de taxi, joué par Michel Simon, y a déposé un client).

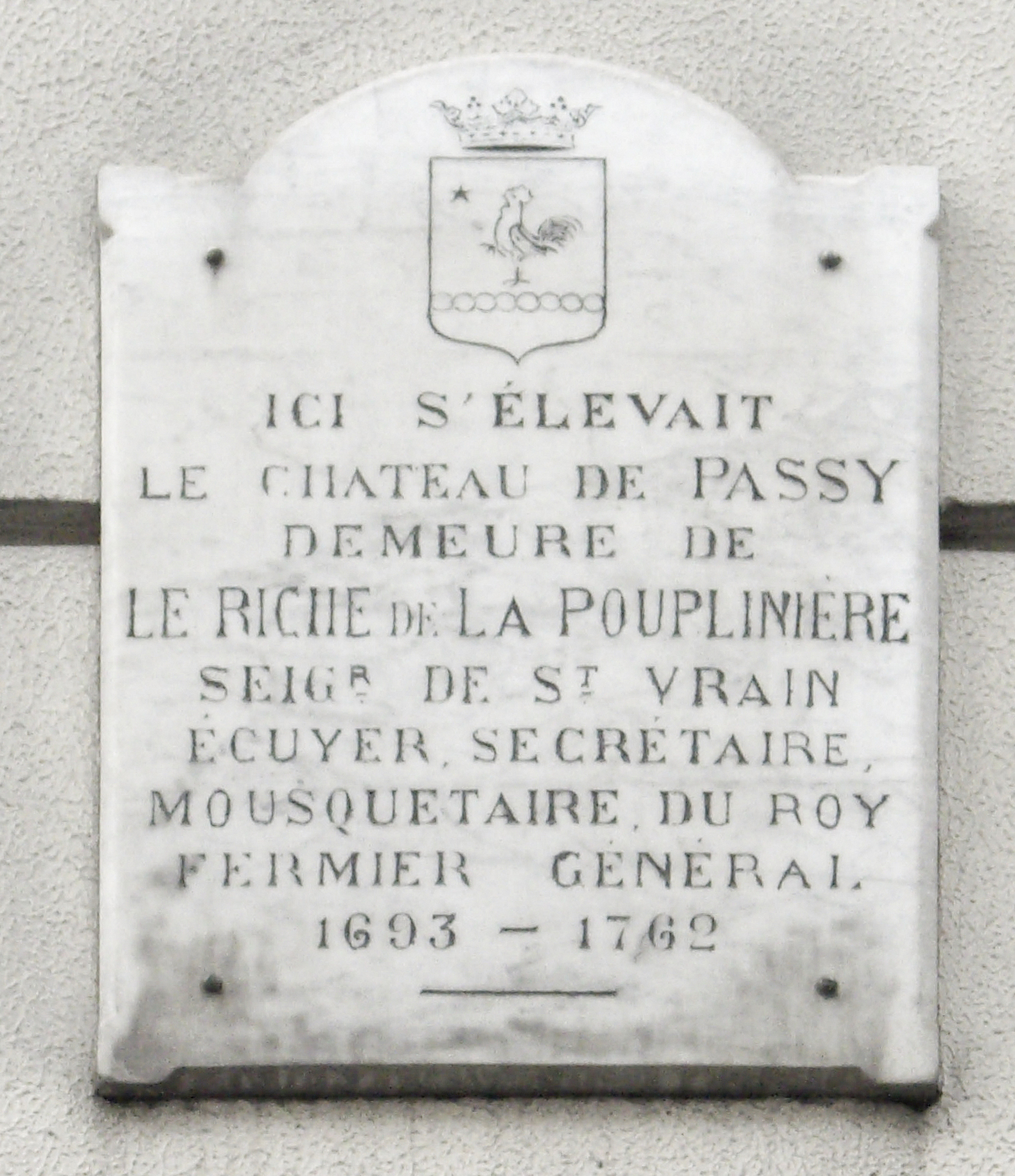
Plaque au no 2.
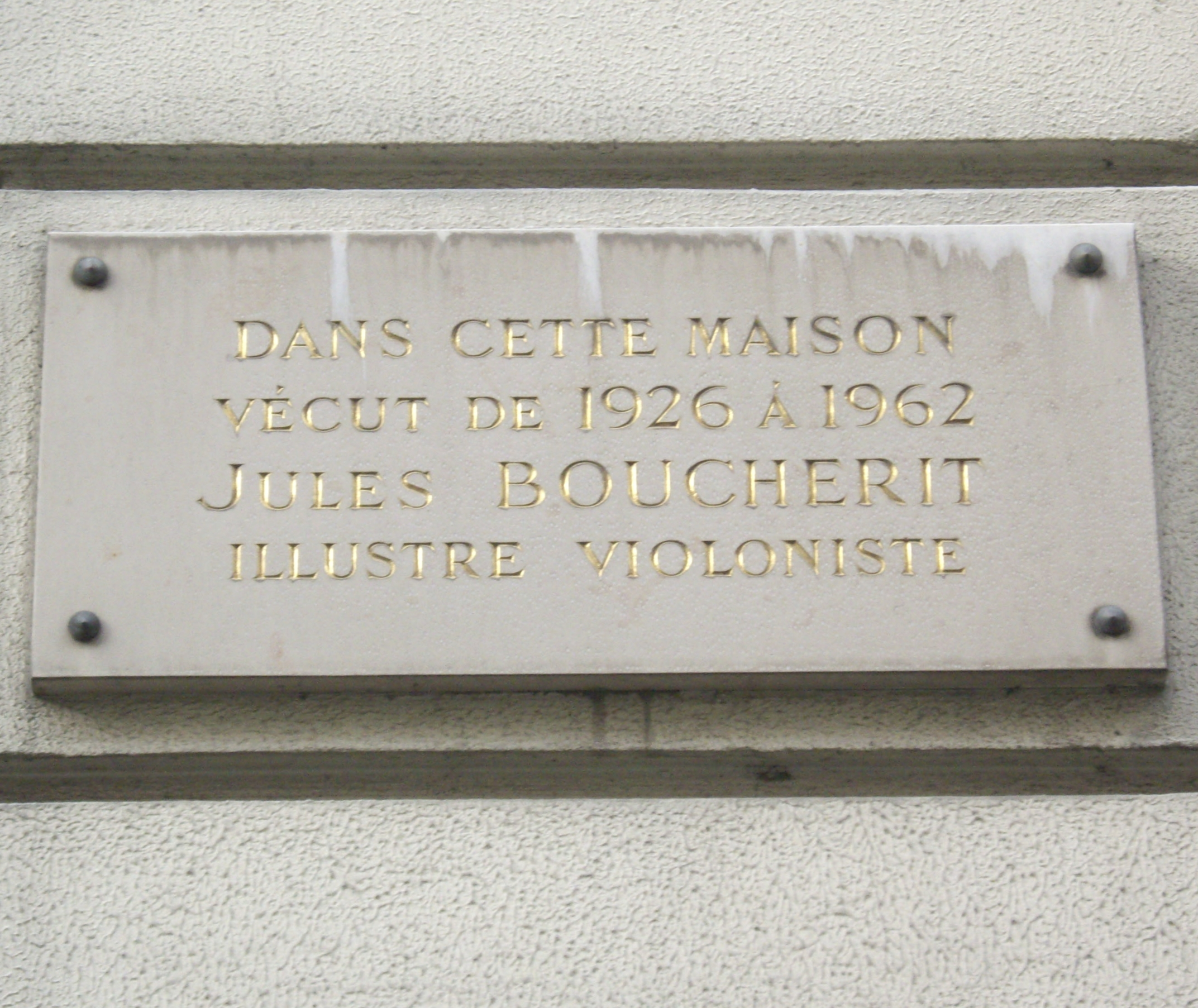
Plaque au no 8.
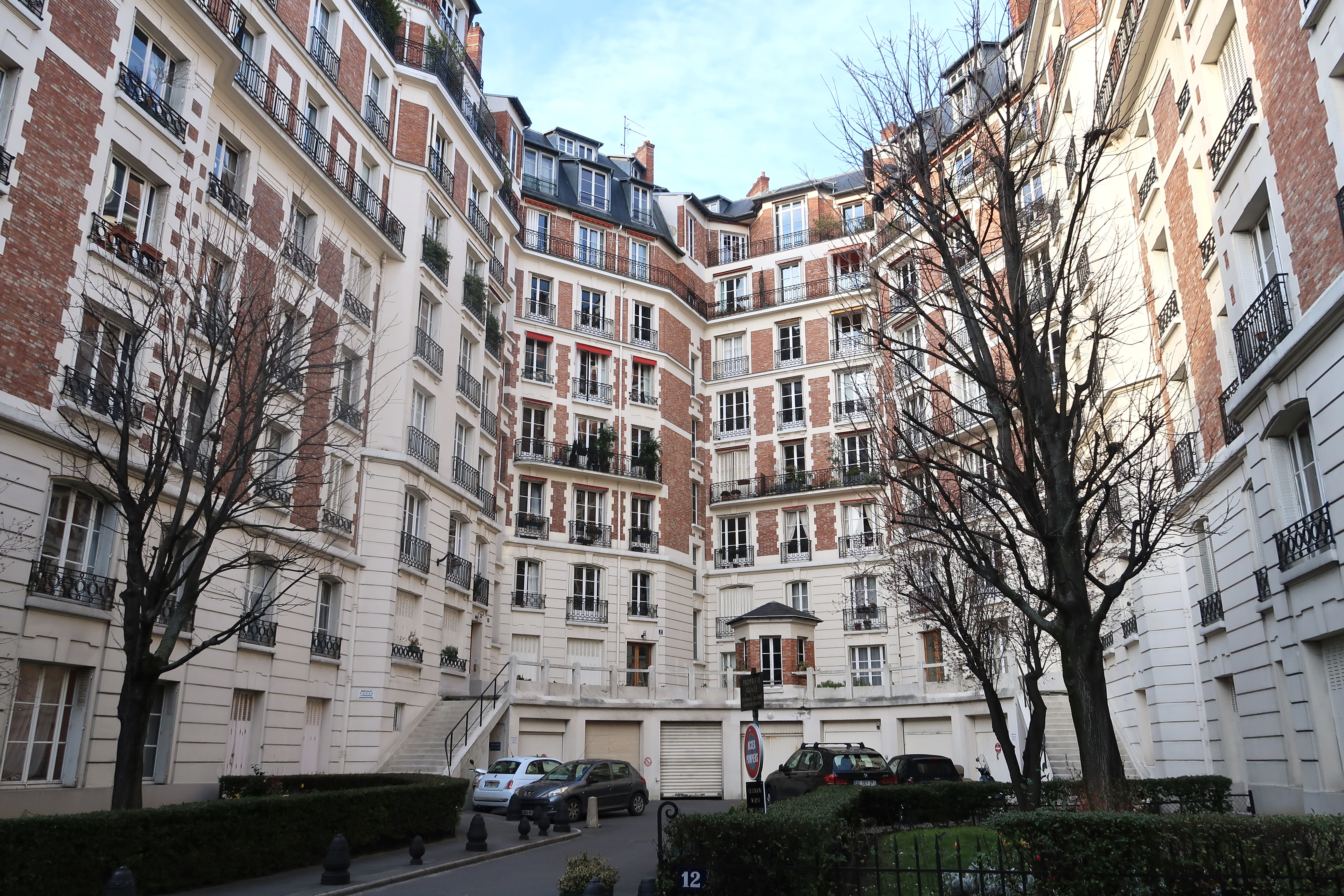
Une des deux résidences en alcôve.
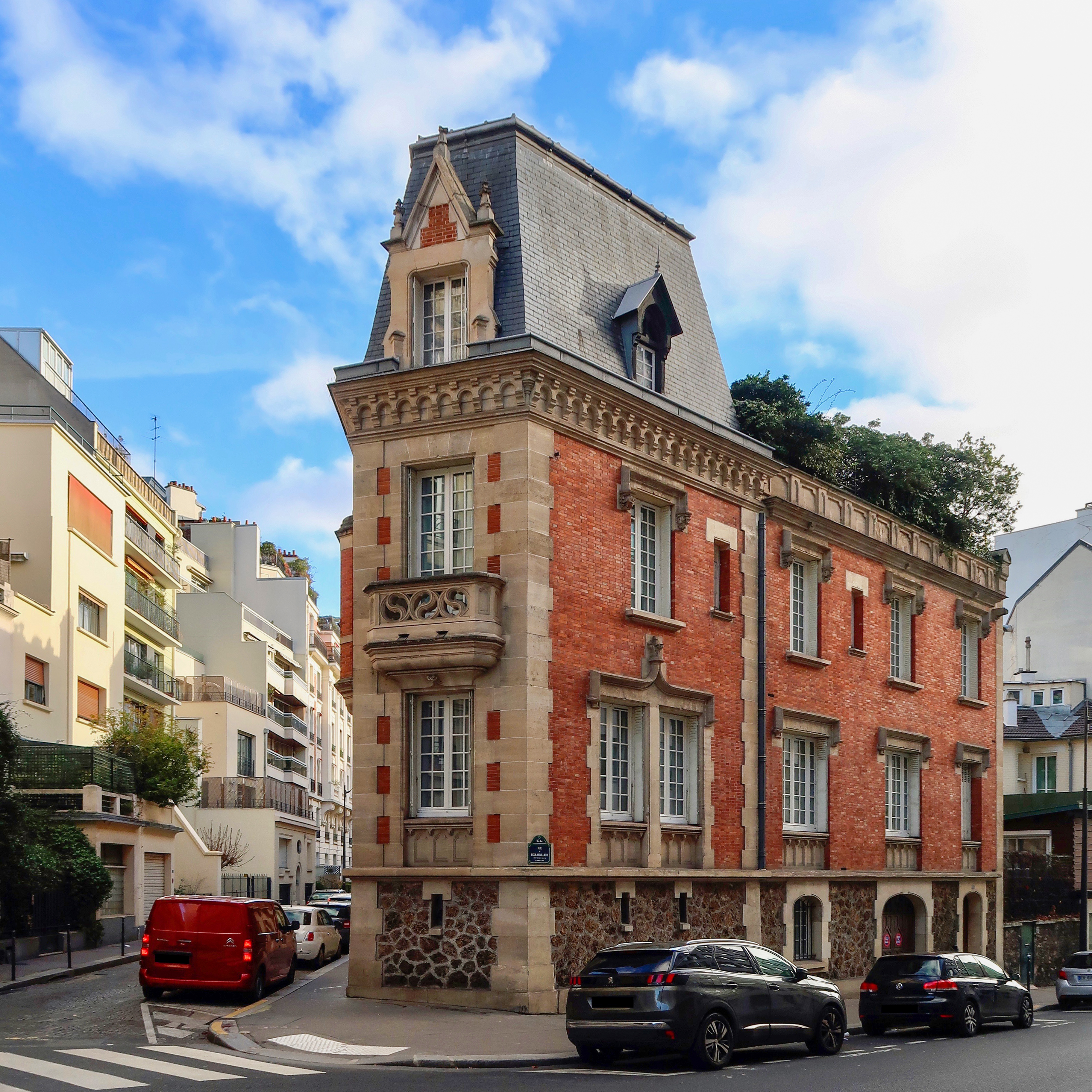
Hôtel particulier au croisement avec la rue de Boulainvilliers.

## Dans la culture
- Une scène du film Monsieur Taxi (1952), avec Michel Simon, est censée se passer rue des Marronniers, adresse d'une cliente de ce taxi.
- Une grande partie du téléfilm Six crimes sans assassins, réalisé par Bernard Stora (1989), avec Jean-Pierre Marielle, se déroule au niveau du 15 de la rue des Marronniers.
- Dans le récit autobiographique Madame de Balzac et moi, Anita Brookner évoque ses souvenirs lorsque, étudiante, elle logeait rue des Marronniers.
  - Ruth, l’héroïne d’Un début dans la vie, de la même autrice, habite cette rue, lors de son séjour à Paris.